# Symmachia calligrapha
Symmachia calligrapha is een vlindersoort uit de familie van de prachtvlinders (Riodinidae), onderfamilie Riodininae.
Symmachia calligrapha werd in 1867 beschreven door Hewitson.